# Ludvík Krejčí
Ludvík Krejčí (* 17. August 1890 in Tuřany (heute Ortsteil von Brünn); † 9. Februar 1972 in Ústí nad Orlicí) war ein hochdekorierter tschechoslowakischer Soldat, Legionär an der russischen Ostfront, Armeegeneral in der Tschechoslowakischen Armee, Generalstabschef und während der Mobilmachung 1938 der Oberbefehlshaber der Streitkräfte. Im Protektorat Böhmen und Mähren wurde er teilweise in der Kleinen Festung Theresienstadt inhaftiert. Nach 1945 wurde er degradiert.

## Militärische Karriere
Krejčí, der in einer Bauernfamilie geboren wurde, absolvierte Gymnasium und eine Forstfachschule. Er war kurz als Förster in Bosnien tätig. Nach dem Ausbruch des Ersten Weltkriegs diente er als Offizier in der österreichischen Armee in Serbien und Montenegro, Albanien, Italien und Rumänien und wurde mit der Verdienstmedaille Signum Laudis ausgezeichnet. Im Mai 1917 kam er in russische Gefangenschaft, drei Monate später trat er der Tschechoslowakischen Legionen bei. Krejčí wurde Befehlshaber verschiedener Einheiten, wurde befördert, nahm an der Schlacht bei Bachmatsch und an den Kämpfen um die Transsibirische Eisenbahn teil. Er beendete den Krieg als Oberst und erhielt zahlreiche Auszeichnungen. Im Juni 1920 kehrte Krejčí in die Tschechoslowakei zurück.
Nach seiner Rückkehr besuchte Krejčí die Kriegsschulen Vysoká škola válečná in Prag und École supérieure de guerre in Paris, die für die Ausbildung von höheren Offizieren und Generälen spezialisiert waren. 1923 wurde er zum Brigadegeneral ernannt. Im September 1925 übernahm er die Befehlsgewalt über die 4. Division in Hradec Králové, im Mai 1928 wurde er zum Divisionsgeneral ernannt. 1932/1933 war Krejčí der Landesbefehlshaber für die Slowakei. Am 30. November 1933 wurde Krejčí durch den Präsidenten Masaryk zum stellvertretenden Generalstabschef und am 31. Dezember 1933 zum Generalstabschef der tschechoslowakischen Streitkräfte ernannt. Im März 1934 wurde Krejčí zum Armeegeneral befördert und setzte sich in den folgenden Monaten für weitere Aufrüstung und Modernisierung der Streitkräfte. Ab März 1935 war er im neu errichteten „Rat für die Befestigungsarbeiten“ zusammen mit General Karel Husárek für die Planung und Durchführung des Baus der als Tschechoslowakischer Wall bekanntgewordenen Bunkerbefestigungen entlang der Grenze verantwortlich.

### Sudetenkrise
Bereits Anfang September 1938, schon während der sich immer mehr zuspitzenden Sudetenkrise, riet er Präsident Beneš dazu, gegen die separatistischen Tendenzen und Aktionen der Deutschen entschieden vorzugehen. An die Staatsführung richtete er drei Memoranden, wo er die Entschlossenheit der Streitkräfte unterstrich, das Land zu verteidigen, und warnte davor, dem nationalsozialistischen Deutschen Reich gegenüber Zugeständnisse zu machen. Bereits zu diesem Zeitpunkt verlangte er die Einberufung der Reservisten, was jedoch zuerst abgelehnt wurde.
Nachdem die allgemeine Mobilmachung am 23. September dann doch ausgerufen wurde, ist Krejčí zum Oberbefehlshaber der Streitkräfte ernannt worden, ein Posten, der normalerweise dem Staatspräsidenten obliegt. Noch am 28. September setzte er sich bei Beneš dafür ein, dem Druck der Großmächte nicht nachzugeben. Ludvík Krejčí, der ein entschiedener Gegner der Kapitulation im Sinne des Münchner Abkommens war, musste auf Druck der Staatsführung diese jedoch am 30. September offiziell annehmen.

## Protektoratszeit und nach 1945
Am 1. März 1939 verlor Krejčí seinen Posten als Generalstabschef der Armee, nach der Besetzung des Landes durch die Wehrmacht ab dem 15. März 1939 wurde er  pensioniert. Er befand sich unter der Aufsicht der Gestapo, am 14. Oktober 1941 wurde er verhaftet und in die Kleine Festung Theresienstadt gebracht, kurz im Gefängnis Pankrác in Prag festgehalten und zurück nach Theresienstadt überführt, am 22. Juli 1942 dann freigelassen.
Nach dem Kriegsende hat Präsident Beneš es abgelehnt, ihn zu reaktivieren, 1947 wurde er in die Reserve versetzt und pensioniert. Nach dem kommunistischen Februarumsturz von 1948 wurde er am 6. Juli 1950 degradiert und am 1. Juni 1956 verlor er seine Rente. Er ernährte sich und seine Familie als einfacher Hilfsarbeiter.
Erst 1990, 18 Jahre nach seinem Tod, wurde er rehabilitiert und erhielt den Dienstgrad des Armeegenerals zurück.

## Auszeichnungen
Ludvík Krejčí erhielt während seiner militärischen Karriere 25 Auszeichnungen und Orden (darunter 5 französische und je eine belgische, chinesische, italienische, jugoslawische, rumänische, russische, griechische und eine aus Großbritannien, ferner auch 3 aus Österreich-Ungarn), in memoriam (2008 und 20122) dann zwei Orden der Tschechischen Republik, darunter:
- Militär-Verdienstmedaille (Österreich)
- Tschechoslowakisches Kriegskreuz 1914–1918
- Falken-Orden (Tschechoslowakei)
- Tschechoslowakische Revolutionsmedaille
- Interalliierte Siegesmedaille (Tschechoslowakei)
- Ehrenlegion (mehrfach)
- Orden der Krone von Italien
- Croix de guerre
- Orden des Heiligen Wladimir